# KINYA (タレント)
KINYA（きんや、1949年9月6日 - ）は、日本のマルチタレント。

## 来歴
沖縄県に生まれて大阪で育つ。
高校時代に西野バレエ団にスカウトされて高校を中退して、金井克子の付き人を経て、由美かおるのバックダンサーとして下積み生活を送る。下積みの間、大阪で工場勤務の他、喫茶店のボーイ、クラブのホストなど、いくつ就いたかわからないほどの職業を経験、全国を放浪したこともあった。
20歳過ぎで上京し、24歳で新宿二丁目にオカマバーを開店して成功を収めた。バーの客に当時フジテレビプロデューサーだった横澤彪がいたことから、1982年から『笑っていいとも!』の木曜レギュラーに起用される。コーナーの「美少年コンテスト」も企画した。同番組で共演していた松金よね子・渡辺めぐみとよめきんトリオを結成、トリオでレコードデビューも果たすと同時に、竹内まりやが詞と曲を提供し、アン・ルイスがプロデュースしたシングル「涙のデイト」で本格レコードデビュー（これ以前、1980年11月に『ああ教習所』というコミックソングのレコードを出している）。おかまキャラのタレントとして活躍した。
2000年、当時離婚騒動でワイドショーを賑わせていた小柳ルミ子が「ぐるぐるナインティナイン」に出演した際のドッキリ企画で「小柳さんに会いたいイニシャルO･Kさん」としてサプライズ出演。なお、イニシャルO･Kの意味は「オカマのKINYA」だった。
2001年頃より、静岡県にある稲取温泉の旅館でワンマンショーをスタート。
2009年3月、落合博満の長男の落合福嗣、演歌歌手の広野ゆき、秋葉系アイドルのまいみんらとKINYA&ALphaというユニットを結成。CDアルバム「摩天楼ブルース」をリリース。
2013年5月24日、TBSテレビ『爆報! THE フライデー』に出演。26年ぶりに渡辺めぐみと再会した。2014年現在は新宿区のマンションに住みながら、前述の旅館の専属のショータレントとして働いている。

## 出演

### テレビ
- 笑っていいとも!（フジテレビ、1982年10月 - 1984年9月※木曜日担当）
- クイズ・ドレミファドン!（フジテレビ）
- オレたちひょうきん族（フジテレビ）
- ときめきプレヌーン（テレビ東京）
- クイズ!お金が大好き（フジテレビ）
- ものまね王座決定戦（フジテレビ）
- 月曜ドラマランド（フジテレビ）
- ミッドナイトin六本木（テレビ朝日）
- 暴れん坊将軍シリーズ（ANB / 東映） - 鶴次郎
  - 暴れん坊将軍III
    - 第107話「みちのく夫婦しぐれ」（1990年）

  - 暴れん坊将軍IV
    - 第15話「酔いどれ女の風車」（1991年）
    - 第34話「命無用!おやこ十手」（1992年）
- はぐれ刑事純情派（テレビ朝日）

### ラジオ
- 廃盤アワー（東北放送他7局）※1982年10月から。ラジオ・テレビ通して初レギュラー[1]
- もてもてスクランブルBEGIN the OJIN（ニッポン放送）
- サウンド・ライブ・イン・ゴテンバ（アール・エフ・ラジオ日本、1983年～1984年当時、日曜日18:15 - 19:00）[1]
- 気分はごっくん 今晩ニャ!（和歌山放送、福井放送他8局）[1]
- エンドーミュージック・ショーウィンドー（TBCラジオ）

### 映画
- 嵐を呼ぶ男（1983年公開）
- スクラップ・ストーリー ある愛の物語（若松孝二監督作品・1984年公開）

### CM
- リーダーマート

## 楽曲

### シングル
- 涙のデイト（1982年6月25日、ポリスター） - デビューシングル
- それ行け！サマービーチ（1983年、SMS） - よめきんトリオとして
- 突然おじゃまの恋だけど（1983年、SMS）
- それ行け！よめきん（1983年、SMS）
- Let it boogie（1984年、徳間ジャパン） - 作詞・作曲は桑田佳祐[1]
- 離婚行進曲（1985年、東芝EMI）
- お出かけチャチャ（1990年、トーラス） - 安倍里葎子とのデュエットシングル
- 身代わり（1990年、トーラス）

### アルバム
- KINYA & Alphaプロジェクト『摩天楼ブルース』（2009年、アルファコア）